# 사르가스
사르가스(Sargas) 또는 기르타브(Girtab)는 전갈자리에 있는 별로, 두 이름 모두 수메르인들이 사용했던 명칭이다. 바이어 명명법에 의하면 전갈자리 세타로 읽는다.
사르가스는 분광형 F1II의 황색 거성으로 밝기는 태양의 960배, 반지름은 태양의 20배, 질량은 태양의 3.7배, 표면 온도는 7200켈빈에 이른다. 지구에서의 거리는 약 272광년이다.